# Оритаванцин
Оритаванцин — полусинтетический гликопептидный антибиотик для лечения острых бактериальных инфекций кожи и мягких тканей. Одобрен для применения: США (2014).

## Механизм действия
Химическая структура близка к ванкомицину.
- Нарушает синтез клеточной стенки.
- Нарушает целостность клеточной мембраны[2].

## Показания
Лечение острых бактериальных инфекций кожи и мягких тканей у взрослых, вызванных
грамположительными микроорганизмами:
- Staphylococcus aureus (включая метициллин-резистентный золотистый стафилококк), Streptococcus pyogenes, Streptococcus agalactiae, Streptococcus dysgalactiae, Streptococcus anginosus (S. anginosus, S. intermedius, S. constellatus), Enterococcus.
- Оритаванцин также активен против ванкомицин-резистентного Enterococcus faecium. В отношении этой бактерии оритаванцин продемонстрировал синергическую активность с фосфомицином[4].

## Противопоказания
- повышенная чувствительность к препарату.